# آي بي أم سي بي - 40
سي بي-40 كانت مقدمة بحثية لـ سي بي-67 (CP-67)، الذي كان بدوره جزءًا من نظام التشغيل الثوري آنذاك سي بي-67/سي إم إس (CP/CMS) وهو نظام تشغيل افتراضي لمشاركة الوقت / الذاكرة الإفتراضية لنظام نظام آي بي إم/360 موديل 67، من عائلة آي بي إم في إم. قام سي بي-40 بتشغيل العديد من مثيلات أنظمة تشغيل العميل - خاصة نظام إدارة المحتوى، نظام كامبردج للمراقبة، المبني كجزء من المجهود. مثل سي بي-67، تم تطوير سي بي-40 والنسخة الأولى من نظام إدارة المحتوي من قبل موظفي آي بي إم في مركز كامبردج العلمي (CSC)، والذي كان يعمل بشكل وثيق مع باحثين معهد ماساتشوستس للتكنولوجيا في مشروع ماك (MIT Computer Science and Artificial Intelligence Laboratory) ومختبر لينكولن. بدأ إنتاج سي بي-40 / سي إم إس للإستخدام في يناير 1967. تم تشغيل سي بي-40 على نظام نموذجي فريد تم تعديله بشكل خاص نظام آي بي إم/360 موديل 40.